# Sunnycrest (Oregon)
Sunnycrest az Amerikai Egyesült Államok északnyugati részén, Oregon állam Yamhill megyéjében elhelyezkedő önkormányzat nélküli település.